# ATCO Group
Die ATCO Group ist ein kanadischer Mischkonzern mit Sitz in Calgary. Das Unternehmen wurde 1947 als Alberta Trailer Hire gegründet. In den 1950er Jahren importierte es als erstes Mobilheime nach Kanada.

## Tochtergesellschaften
- Canadian Utilities (CU Inc.)
  - ATCO Electric
  - ATCO Gas
  - ATCO Pipelines
  - ATCO Australia
  - ATCO Energy Solutions
  - ATCO Power
  - ATCO Mexico
- ATCO Structures & Logistics[5]